# Dr. Jekyll și Mr. Hyde (film din 1920)
Dr. Jekyll  și Mr. Hyde (în engleză Dr. Jekyll and Mr. Hyde) este un film de groază american din 1920 regizat de John S. Roberson. Rolurile principale sunt interpretate de actorii John Barrymore, Martha Mansfield și Charles Wills Lane.

## Distribuție
- John Barrymore
- Martha Mansfield
- Charles Wills Lane
- Nita Naldi